# Eisenbahngesetz vom 8. Mai 1894
Das dänische Eisenbahngesetz vom 8. Mai 1894, Gesetz Nr. 88 über den Bau und den Betrieb von privaten Eisenbahnen (dänisch Jernbaneloven af 8. maj 1894 - Lov nr. 88 om anlæg og drift af private jernbaner) war eines der drei großen Eisenbahngesetze Dänemarks von 1894, 1908 und 1918, mit denen Bau und Betrieb der meisten dänischen Privatbahnen genehmigt wurden. Das Gesetz von 1908 enthielt zudem staatliche Eisenbahnbaumaßnahmen. Des Weiteren wurde mit dem Eisenbahngesetz vom 29. März 1924 ein Gesetz erlassen, welches die Bahnstrecken in dem bis zur Volksabstimmung in Schleswig 1920 zu Deutschland gehörenden Teil Sønderjyllands – Nordschleswig – betraf.

## Baubedingungen
Bis zum 1. April 1904 konnten für Interessenten für den Bau und den Betrieb die im Gesetz beschriebenen Strecken reserviert werden. Der Staat sicherte die Übernahme der Hälfte der Baukosten zu. Die Besitzrechte galten bis 1. Januar 1990, aber der Staat konnte gegen Entschädigung die Strecken nach 25 Jahren in Staatsbesitz übernehmen.
Es war eine Besonderheit dieses Gesetzes, dass die Rechteinhaber wählen konnten, ob sie die Strecken in Normalspur oder in Schmalspur bis 1000 mm bauen wollten. Diese Regel wurde bei De Bornholmske Jernbaner, Horsens–Bryrup Jernbaner und Kolding–Egtved Jernbaner genutzt.
24 der 29 Projekte wurden innerhalb der gesetzlichen Frist abgeschlossen, jedoch die Bahnstrecke Varde–Nørre Nebel ohne Nebenstrecke. Drei Projekte wurden in das Eisenbahngesetz vom 27. Mai 1908 überführt und später umgesetzt. Nur zwei Projekte, Næstved–Karrebæksminde und Hurup–Agger sowie die Nebenbahn Billum–Esbjerg, wurden nie vollendet.

## Im Gesetz enthaltene Projekte
1. Odsherreds Jernbane von Nykøbing Sjælland nach Holbæk
2. von Tølløse über Ruds Vedby zu einem Punkt an der Slagelse–Værslev Bane - gebaut wurde die Høng–Tølløse Jernbane zwischen Tølløse und Høng
3. von einem Punkt an der Tølløsebane nach Sorø - gebaut wurde die Sorø–Vedde Bane von Sorø nach Vedde
4. Kalvehavebanen von Kalvehave über Skovshuse nach Vordingborg und Masnedsund
5. von Præstø zu einem Punkt an der Staatsbahnstrecke zwischen Lundby und Haslev - gebaut wurde die Næstved–Præstø–Mern Bane von Præstø nach Næstved
6. Hillerød–Frederiksværk–Hundested Jernbane von Hillerød nach Frederiksværk
7. Helsingør–Hornbæk–Gilleleje Banen von Helsingør nach Hornbæk
8. von Køge nach Borup - mit dem Eisenbahngesetz vom 27. Mai 1908 neu nach Kværkeby und 1913 nach Ringsted oder Kværkeby, gebaut wurde die Køge–Ringsted Bane von Køge nach Ringsted
9. Gribskovbanen von Kagerup nach Helsinge
10. von Næstved nach Karrebæksminde – in das Eisenbahngesetz vom 27. Mai 1908 übernommen, nicht gebaut
11. Nærumbanen von Lyngby nach Vedbæk
12. Rønne-Nexø Jernbane von Rønne über Aakirkeby nach Nexø mit Nebenstrecke nach Almindingen - als Schmalspurbahn gebaut
13. von Kerteminde nach Odense oder Ullerslev und eventuell von Kerteminde nach Dalby - gebaut wurde die Bahnstrecke Odense–Kerteminde–Dalby von Odense über Kerteminde nach Dalby
14. Svendborg–Nyborg Banen von Svendborg nach Nyborg
15. Fjerritslev–Frederikshavn Jernbane von Nørresundby über Sæby nach Frederikshavn
16. Fjerritslev–Frederikshavn Jernbane von Nørresundby nach Fjerritslev – Dem Eigentümer der beiden genannten Strecken wird die Nutzung der Staatsbahnstrecke zwischen Aalborg und Nørre-Sundby nach den im Betriebsplan angegebenen Regeln gewährt.
17. Bahnstrecke Thisted–Fjerritslev von Fjerritslev nach Thisted
18. Bahnstrecke Aalborg–Hadsund von Aalborg nach Hadsund
19. Bahnstrecke Aalborg–Hvalpsund von Svenstrup über Nibe nach Aars
20. Vemb–Lemvig–Thyborøn Jernbane von Lemvig über Harboøre nach Thyborøn
21. von Nymindegab über Billum nach Varde mit Nebenbahn von Billum nach Esbjerg - gebaut wurde die Strecke Varde–Nørre Nebel von Varde nach Nørre Nebel ohne die Nebenstrecke
22. von Horsens nach Vinding, eventuell nach Bryrup - gebaut wurde die Horsens-Bryrup-Silkeborg Jernbane zwischen Horsens und Bryrup als Schmalspurbahn
23. von Hammel entweder südlich des Brabrand Sø nach Aarhus oder nach Brabrand - gebaut wurde die Aarhus–Hammel–Thorsø Jernbane zwischen Hammel nach Aarhus südlich des Sees
24. Vejle–Holstebro–banen von Give nach Herning – in das Gesetz von 1908 übernommen und als Staatsbahn gebaut
25. von Hurup über Vestervig nach Agger - wurde nicht gebaut
26. Vejle–Vandel–Grindsted Jernbane von Vejle über Vejleådalen nach Vandel
27. Kolding–Egtved Jernbane von Kolding nach Egtved - als Schmalspurbahn gebaut
28. von Ebeltoft nach Thorsager - gebaut wurde die Bahnstrecke Ebeltoft–Trustrup von Ebeltoft nach Trustrup
29. Silkeborg–Kjellerup–Rødkærsbro Jernbane von Rødkærsbro über Kjellerup nach Silkeborg - in das Eisenbahngesetz vom 27. Mai 1908 übernommen, nur zwischen Rødkærsbro und Kjellerup. Der Abschnitt Kjellerup–Silkeborg wurde erst mit dem Eisenbahngesetz vom 20. März 1918 beschlossen.